# فیشرورکه
فیشرورکه (انگلیسی: Fischerwerke) شرکت خودروسازی آلمانی است، که در سال ۱۹۴۸ توسط آرتور تی. فیشر تأسیس شد.